# ساداکو ۷۶۱۶
سیارک ۷۶۱۶ (به انگلیسی: 7616 Sadako، نامگذاری:1996VF2) هفت هزار و ششصد و شانزدهمین سیارک کشف شده‌است که در ۶ نوامبر ۱۹۹۶ کشف شد.
قدر مطلق سیارک برابر ۵۸.۸ است.